# Соковнин, Фёдор Прокофьевич
Фёдор Прокофьевич Соковнин (ум. 1697) — русский государственный деятель, стольник (1647), дворецкий (1669), думный дворянин (1670), окольничий (1676) и боярин (1682).

## Биография
Представитель дворянского рода Соковниных. Старший сын окольничего и воеводы Прокофия Фёдоровича Соковнина (? — 1662) и Анисьи Никитичны Наумовой. Младший брат — окольничий Алексей Прокофьевич Соковнин.
6 января 1647 года Ф. П. Соковнин был пожалован в царские стольники. В январе того же года во время первой свадьбы царя Алексея Михайловича на Марии Ильиничне Милославской он был в числе поезжан.
В 1648 и 1650 годах стольник Ф. П. Соковнин сопровождал царя Алексея Михайловича в его загородных поездках. В 1658—1660 годах он служил у царского стола во время приёмов грузинского царевича Николая Давидовича, в 1664 году при приёме английского посла. Из письма патриарха Никона к известному радетелю просвещения в Москве Федору Михайловичу Ртищеву в 1663 году видно, что Фёдор Соковнин находился в близких отношениях, как с патриархом, так и с Ртищевым.
В 1668—1671 годах Ф. П. Соковнин присутствовал в Мастеровой палате царицы Марии Ильиничны, в 1669 году был также её дворецким.
В 1670 году Фёдор Прокофьевич Соковнин был пожалован из дворецких в думные дворяне. В 1675 году находился на воеводстве в Чугуеве.
В начале правления царя Фёдора Алексеевича в 1676 году, когда опальный боярин Артамон Сергеевич Матвеев был отправлен на воеводство в Верхотурье, вдогонку за ним было послано из столицы несколько лиц, в том числе Ф. П. Соковнин. В том же 1676 году был пожалован в окольничие.
В 1677 году Ф. П. Соковнин присутствовал в Мастерской палате царицы Натальи Кирилловны. В 1676—1682 годах он сопровождал царя Фёдора Алексеевича в его загородных поездках.
В 1677 году по поручению царя Фёдора Алексеевича, Фёдор Соковнин нашёл для пятилетнего царевича Петра Алексеевича учителя. Им стал Никита Моисеевич Зотов, дьяк Челобитного приказа.
В 1680 году царь Фёдор Алексеевич поручил именно ему отпускать лекарства в хоромы царицы Натальи Кирилловны и царевича Петра Алексеевича. В 1681 году подписался вместе с боярином князем Никитой Ивановичем Одоевским и боярином Иваном Михайловичем Милославским на рядной записи князя Семена Юрьевича Звенигородского.
В 1682 году Фёдор Соковнин подписал соборное постановление об уничтожении местничества. 29 июня того же 1682 года он был пожалован в бояре. Затем, в течение почти пятнадцати лет, имя его изредка встречается в разрядах, когда он участвовал в Москве в крестных ходах, или сопровождал царей Иоанна и Петра Алексеевичей за город.
20 марта 1697 года после казни своего младшего брата Алексея Фёдор Прокофьевич Соковнин был отправлен в ссылку в дальние деревни, но без лишения звания боярина. Вместе с ним же сосланы его жена и дети.

## Семья и дети
Был дважды женат. От первого брака имел трёх сыновей, а во втором браке — сына и трёх дочерей:
- Фёдор Фёдорович Соковнин (? — 1698), комнатный стольник (1676—1697)
- Пётр Фёдорович Соковнин (ум. после 1714), комнатный стольник (1692—1697)
- Прокофий Фёдорович Соковнин, комнатный стольник (1692—1697)
- Никита Фёдорович Соковнин (? — 1770), генерал-майор (1741), генерал-лейтенант (1755), генерал-аншеф и кавалер ордена св. Александра Невского
- Ирина Фёдоровна Соковнина
- Мария Фёдоровна Соковнина
- Анна Фёдоровна Соковнина, 1-я жена стольника, князя Петра Дмитриевича Щербатова (ум. 1724)